# 日本蝶類学会
日本蝶類学会（にほんちょうるいがっかい、英語: The Butterfly Society of Japan）は、蝶に興味を持つプロおよびアマチュア研究者を主な構成員とする日本の学会である。

## 概要
1992年（平成4年）設立。現在入手できる分布、分類、生活史等の蝶に関する情報は、熱心なアマチュアの活動と、それを纏めてリードしてきた専門家の指導の積み上げである。日本蝶類学会は、こうした過去からの幅広い活動を継承する立場において、広く蝶類に関連した事項の研究を推進し、知識を普及させるとともに、会員相互の親睦を図ることを目的として設立された。設立準備委員長は五十嵐邁、副委員長は藤岡知夫。蝶の愛好家である鳩山邦夫、ファーブル昆虫記を訳したフランス文学者の奥本大三郎も加わった。
しかし、後年、2人の幹部が会長の椅子をめぐって反目し合った事から会が分裂し、団体名の使用などをめぐって裁判となる。2008年（平成20年）1月7日に和解が成立し、それぞれ独立した存在として独自の活動を行うこととなった。
これにより両団体は、学会名は同じ名前「日本蝶類学会」を使用し会誌も同名の『バタフライズ』を発行するが、名称の後に括弧書きで蝶の名前を付し、それぞれ「日本蝶類学会（テングアゲハ）」・「日本蝶類学会（フジミドリシジミ）」と称して区別することとなった。
その後、2014年（平成26年）11月1日に「日本蝶類学会（フジミドリシジミ）」が「日本蝶類科学学会」に改称し、会誌も『バタフライ･サイエンス』と変更したことで、同名称の団体・雑誌が存在する状態は解消された。

## 団体分裂時の体制

### 日本蝶類学会（テングアゲハ）
会長（第5期）・矢田脩（九州大学比較社会文化研究院教授）、2025年（令和7年）現在は菱川法之（後述）。
- 活動：会員向けのイベントや会合などを開催。
- 出版物：会誌として『バタフライズ（テングアゲハ）』を発行している。
- 賞：蝶学の発展に寄与した研究者に対し、次の3賞を授与している。
  - 江崎賞：蝶に関する小説、随筆、写真その他で芸術性が高いと認められたもの。江崎悌三（元九州大学名誉教授）にちなむ。
  - 磐瀬賞：当学会の業務、運営の面で会の発展に寄与するところが大きいと認められたもの。磐瀬太郎（研究者）にちなむ。
  - 林賞：図鑑・論文その他で蝶類学に貢献するところが大きかったと認められたもの。林慶（研究者）にちなむ。

### 日本蝶類科学学会
旧称、日本蝶類学会（フジミドリシジミ）。会長・伊藤建夫（信州大学理学部名誉教授）
- 活動：会員向けのイベントや会合などを開催。
- 出版物：会誌として『Butterfly Science（バタフライ・サイエンス）』を発行している。

## 2団体の統合
日本蝶類学会と日本蝶類科学学会の間では、再統合の動きが進んでいたが、2025年（令和7年）3月15日に日本蝶類科学学会で最後の定時会員総会が開催され、日本蝶類学会との合併合意書が承認された。これにより日本蝶類科学学会は2025年（令和7年）3月31日をもって活動を終了し、翌4月1日より日本蝶類学会と合併、両団体は新しい日本蝶類学会として再出発した。
統合後団体の会長は2020年（令和2年）に日本蝶類学会会長に選出された菱川法之（医学博士・ひしかわ内科クリニック医師）。学会誌は『バタフライズ』。